# ۲۱ سویج
شیاع بن ابراهام جوزف (به انگلیسی: Shéyaa Bin Abraham-Joseph)، شناخته شده با نام هنری ۲۱ سَوِیج یا تووِنی وان سَوِیج یا بیست و یک وحشی (به انگلیسی: 21Savage)، خواننده رپ، ترانه‌سرا و تهیه‌کننده موسیقی است. وی در لندن متولد شد و در ۷ سالگی به آتلانتا، جورجیا نقل مکان کرد. وی پس از کسب توجه در سراسر کشور پس از همکاری آلبوم سویج مد با تهیه‌کننده مترو بومین و تک آهنگ‌های معروف "X" و "No Heart" در سال ۲۰۰۱ شناخته شد. از رپرهای معروف آمریکایی می‌شود، رپر، ترانه‌نویس و تهیه‌کننده موسیقی آمریکایی است. ۲۱ با فروش تخمینی بالغ بر ۲۴۷ میلیون از آثارش، یکی از پرفروش‌ترین هنرمندان موسیقی در تاریخ است. او بابت محبوب‌کردن موسیقی هیپ هاپ در مرکز آمریکا معروف است
اولین آلبوم استودیویی وی، Issa Album، در ۷ ژوئیه ۲۰۱۷ منتشر شد که جایگاه دوم در بیلبورد ۲۰۰ را کسب کرد، همچنین ترک این آلبوم به نام "Bank Account" جایگاه ۱۲ در ۱۰۰ آهنگ داغ را به دست آورد. اولین تک آهنگ شماره یک اواخر سال ۲۰۱۷ با حضور در "راک استار" پست مالون بود که در ۶۱ جایزه گرمی در دو دسته نامزد شد. در ۳۱ اکتبر ۲۰۱۷، او آلبوم Without Warning را با همکاری آفست و مترو بومین منتشر کرد. در دسامبر ۲۰۱۸، او دومین آلبوم خود را با نام I Am> I Was منتشر کرد که اولین بار در بیلبورد ۲۰۰ شروع به کار کرد و دو هفته متوالی در شماره یک ماند.
۲۱ سویج با آهنگ «زیاد» در جوایز گرمی ۲۰۲۰ جایزه بهترین آهنگ رپ را به دست آورد، که به عنوان اولین برنده گرَمی او و جی. کول بود. آلبوم مشترک وی با مترو بومین، Savage Mode 2 در سال ۲۰۲۰ منتشر شد. "۲۱ سویج Dark Knight Dummo " با حضور تراویس اسکات، " Taking a walk " و " Topanga " هر دو به ۱۰۰ گرم بیلبورد رسیدند. اولین آلبوم استودیویی او (Life's a Trip) و آلبوم دوم او! هر دو به پنج نفر برتر بیلبورد ۲۰۰ رسیدند، در حالی که چهارمین میکستیپش (A Love Letter to You 4) در بالای جدول قرار گرفت. اخیراً، چهارمین آلبوم استودیویی او (Pegasus) به رتبه دو بیلبورد ۲۰۰ رسید.

## اوایل زندگی
شیاع بن ابراهام جوزف در ۲۲ اکتبر ۱۹۹۲ در لندن متولد شد که پدر و مادر او به ترتیب از نژاد دومنیکن و هائیتی هستند. پدر و مادر ۲۱ سویج در اوایل زندگی او از هم جدا شدند و او در ۷ سالگی با مادرش به آتلانتا، جورجیا نقل مکان کرد. در ژوئن ۲۰۰۵، در سن ۱۲ سالگی، برای تشییع جنازه یک دایی به انگلستان رفت، یک ماه در آنجا ماند و سپس در ۲۲ ژوئیه ۲۰۰۵، با ویزای H-4، به ایالات متحده بازگشت که گفته می‌شود یک سال بعد منقضی شده‌است. مادر ۲۱ سوج سپس با دکتر آمسو آنپو، متخصص غدد درون ریز و خارج از کشور انگلیس، که فرزندان بیشتری داشت، رابطه برقرار کرد. او یک برادر کوانتیوایوس ("Tay-Man") داشت که پس از اقدام به معامله مواد مخدر در یک تیراندازی جان خود را از دست داد.
در کلاس هفتم، ۲۱ سویج به دلیل داشتن اسلحه از همه مدارس در مدرسه منطقه DeKalb دائماً محروم شد. همین امر باعث شد تا قبل از اعزام به بازداشتگاه جوانان، در مدارس اطراف کلان‌شهر آتلانتا تحصیل کند. وی پس از آزاد شدن از بازداشتگاه جوانان، کلاس هشتم را از طریق یک برنامه جایگزین قبل از اتمام یک ترم دبیرستان به پایان رساند. او در سال اول تحصیل خود به دنبال چندین استثنا که گفت «او را خسته» کرد.

## زندگی شخصی
۲۱ سویج به همراه مادرش آیین سنتی آفریقاییِ ایفا را انجام می‌دهد. در ژوئن ۲۰۱۷، ۲۱ سوج شروع به معاشرت با مدل آمبر روز کرد. از ماه مه ۲۰۱۸، این زوج از هم جدا شده بودند.

## آلبوم‌شناسی
- حالت وحشی (۲۰۱۶) | Savage Mode (با مترو بومین)
- ایسا آلبوم (۲۰۱۷) | Issa Album
- بدون هشدار (۲۰۱۷) | Without Warning (با آفست و مترو بومین)
- من هستم > من بودم (۲۰۱۸) | I am > I was
- حالت وحشی ۲ (۲۰۲۰) | Savage Mode II (با مترو بومین)